# Máximo Valdés Fontecilla
Máximo Valdés Fontecilla (Santiago, 11 de mayo de 1879-Santiago-5 de mayo de 1967) fue un comerciante, agricultor y político chileno, miembro del Partido Liberal (PL). Se desempeñó como ministro de Agricultura de su país, durante el segundo gobierno del presidente Arturo Alessandri.

## Familia y estudios
Nació en Santiago de Chile el 11 de mayo de 1879, hijo de Máximo Valdés Carrera y Adela Fontecilla Sánchez —hija de Clara Sánchez Fontecilla y del  médico cirujano y político Pedro Eleodoro Fontecilla Sotomayor, quien fuera elector de presidente, alcalde e intendente—. Realizó sus estudios primarios en el Colegio San Ignacio y los secundarios en el Colegio San Pedro Nolasco.
Se casó con Blanca Vial Sánchez —hija de Natalia Sánchez Fontecilla y del ingeniero geógrafo, agricultor, empresario y político Leonidas Vial Guzmán, quien fuera diputado y senador por varios periodos legislativos, en representación del Partido Nacional monttvarista—, con quien tuvo seis hijos: Blanca —casada con el agricultor y político Fernando Ochagavía Hurtado, miembro del Partido Conservador—,  Alicia —casada con el médico cirujano y político José Miguel Balmaceda Ossa, nieto del abogado y político José Manuel Balmaceda Fernández (presidente de Chile entre 1886 y 1891), quien fuera dirigente del grupo paramilitar Milicia Republicana, activo durante el segundo gobierno del presidente Arturo Alessandri—,  María Teresa —casada con el corredor de propiedades y político Roberto Ossandón Guzmán (hijo de María Teresa Guzmán Cruz y del comerciante y político Carlos Ossandón Barros, quien fuera regidor y alcalde de Zapallar), quien fuera miembro de los partidos Conservador, luego Nacional y, finalmente, Unión de Centro Centro (UCC)—,  Inés, Máximo —ingeniero agrónomo y político, quien fuera regidor de Pirque, en representación del PL; casado con Blanca Zegers Alcalde—,  Isabel —casada con el ingeniero y político Guillermo García-Huidobro Jaraquemada, miembro del Partido Nacional monttvarista—.

## Carrera laboral
No cursó estudios superiores, dedicándose principalmente a la agricultura y el comercio, siendo dirigente gremial en ambos sectores. En 1928, adquirió la hacienda "Santa Rita de Pirque", sin perjuicio de ello, recién pudo disponer de ella en 1930, debido a que estaba arrendada por la familia Subercaseaux.
Más adelante, actuó como presidente de la Confederación de la Producción y del Comercio (CPC) durante doce años, desde 1935 hasta 1947 y, de manera paralela, fue director y presidente (en dos ocasiones: 1941-1943 y 1946-1953) de la Sociedad Nacional de Agricultura (SNA). Fue también, vicepresidente de la Junta de Exportación Agrícola.

## Carrera política
En el ámbito político, militó en las filas del Partido Liberal (PL), colectividad con la cual elegido como alcalde de la comuna de Chimbarongo en las elecciones municipales de 1918; durante su gestión edilicia fomentó la construcción del Hospital de Chimbarongo. Sin embargo, dejó el cargo tras algunos meses de haberlo asumido, con el objetivo de postular como candidato a diputado en representación del Departamento de San Fernando en las elecciones parlamentarias, resultando elegido por el período legislativo 1918-1921. Luego de un receso, en las elecciones parlamentarias de 1924, fue nuevamente elegido como diputado por la misma zona, por el período 1924-1927. Sin embargo, no logró terminar su gestión debido a la disolución del Congreso Nacional el 11 de septiembre de 1924, al producirse un golpe de Estado liderado por el general Luis Altamirano Talavera.
Posteriormente, con ocasión del segundo gobierno del presidente liberal Arturo Alessandri, el 29 de agosto de 1935, fue nombrado como ministro de Agricultura, cargo que ejerció hasta el 13 de agosto de 1936. Volvió a ocupar el mismo rol entre el 25 de mayo de 1937 y 24 de diciembre de 1938, fecha en que finalizó dicha administración. Durante su gestión en la cartera gubernamental, organizó el Servicio Agronómico Experimental.
Tres años después, en el marco de las elecciones parlamentarias, postuló como candidato a senador por la provincia de Santiago, comicios en los que obtuvo 12.115 votos, de los 44.276 totales de la lista PL-Conservador-APL-Demócrata —que eligió dos de los cinco senadores por el período 1941-1949—, correspondientes a la segunda mayoría de la lista, pero por su ubicación dentro de ella no salió elegido. De manera seguida, retornó al gobierno al ser nombrado por el presidente Pedro Aguirre Cerda como director del Banco Central.
Entre otras actividades, fue socio del Club de La Unión y del Club Hípico de Santiago, y ocupó el puesto de presidente de la Sociedad para Habitaciones de Obreros "Centenario". También, creó una estación experimental administrativa de Genética y un Congreso de Agricultura, este último en 1939.
Falleció en su lugar natal, Santiago, el 5 de mayo de 1967, a los 87 años. Sus funerales fueron realizados al día siguiente en el Cementerio General de Santiago, tras una misa efectuada en la Iglesia de San Ignacio de la misma comuna.